# Adrien Niyonshuti
Adrien Niyonshuti (Rwamagana, 2 februari 1987) is een Rwandees wegwielrenner en mountainbiker die in 2017 reed voor Team Dimension Data. Hij werd tweemaal Rwandees kampioen op de weg.
Niyonshuti deed in 2012 namens Rwanda mee aan de Olympische Spelen in Londen op de cross-country (mountainbike). Hij zou als 39e eindigen.
In 2016 nam Niyonshuti deel aan de wegwedstrijd op de Olympische Spelen in Rio de Janeiro, maar reed deze niet uit.

## Mountainbiken

### Palmares
| Seizoen | Wereldbeker | OS  | WK | AK    | RK |
| ------- | ----------- | --- | -- | ----- | -- |
| 2012    |             | 39e |    | Brons |    |

## Wegwielrennen

### Palmares
2008
4e, 6e en 7e etappe Ronde van Rwanda
Eindklassement Ronde van Rwanda
2010
 Rwandees kampioen op de weg, Elite
2011
 Rwandees kampioen op de weg, Elite
2012
 Rwandees kampioen op de weg, Elite
2016
 Rwandees kampioen tijdrijden, Elite
2017
 Rwandees kampioen tijdrijden, Elite

## Ploegen
- 2009 –  MTN Cycling
- 2010 –  MTN Energade
- 2011 –  MTN Qhubeka
- 2012 –  MTN Qhubeka
- 2013 –  MTN-Qhubeka
- 2014 –  MTN-Qhubeka
- 2015 –  MTN-Qhubeka
- 2016 –  Team Dimension Data
- 2017 –  Team Dimension Data

Byukusenge · Chaabane · Evans · George · McLeod · Munanganda · Nameembo · Niyonshuti · Potgieter · Teutenberg · Thomson · C. Van Heerden · J. Van Heerden
Evans · Girdlestone · Janse van Rensburg · McLeod · Namanyana · Niyonshuti · Potgieter · C. Van Heerden · J. Van Heerden · Venter
Brown · Girdlestone · Impey · Janse van Rensburg · Keey · Namanyana · Nel · Niyonshuti · Petrus · Potgieter · Tennent · Van Heerden · van Niekerk · Wesemann
Abraha · Beneke · Brown · Debesay · Grmay · J.Janse van Rensburg · R.Janse van Rensburg · Jim · Nel · Niyonshuti · Petrus · Potgieter · Russom · Tewelde · van Niekerk · Venter · Wesemann
Ciolek · Debesay · Grmay · Janse van Rensburg · Jim · Konovalovas · Meintjes · Niyonshuti · Pardilla · Potgieter · Reguigui · Reimer · Russom · Sbaragli · Stauff · Tewelde · Thomson · van Niekerk · Venter · Wesemann · van Zyl
Augustyn · Ciolek · Debesay · Dougall · Gerdemann · Grmay · Janse van Rensburg · Jim · Konovalovas · Kudus · Meintjes · Niyonshuti · Pardilla · Potgieter · Reguigui · Reimer · Russom · Sbaragli · Stauff · Teklehaimanot · Tewelde · Thomson · van Niekerk · Venter · Wesemann · van Zyl · Hník (stagiair)
Berhane · Boasson Hagen · Bos · Brammeier · Ciolek · Cummings · Dougall · Farrar · Goss · R.Janse van Rensburg · J.Janse van Rensburg · Jim · Kudus · Meintjes · Niyonshuti · Pauwels · Reguigui · Sbaragli · Stauff · Teklehaimanot · Thomson · van Zyl · Venter · Julius (stagiair)
Antón · Berhane · Boasson Hagen · Bos · Brammeier · Cavendish · Cummings · Debesay · Dougall · Eisel · Farrar · Fraile · Haas · J.Janse van Rensburg · R.Janse van Rensburg · Jim · Kudus · Meyer · Niyonshuti · Pauwels · Reguigui · Renshaw · Sbaragli · Siwtsow · Teklehaimanot · Thomson · Venter · van Zyl · Eyob (stagiair) · Gebreigzabhier (stagiair) · Gibbons (stagiair)
Antón · Berhane · Boasson Hagen · Cavendish · Cummings · Debesay · Dougall · Eisel · Farrar · Fraile · Gibbons · Haas · J. Janse van Rensburg · R. Janse van Rensburg · King · Kudus · Morton · Niyonshuti · O'Connor · Pauwels · Reguigui · Renshaw · Sbaragli · Teklehaimanot · Thomson · Thwaites · Venter · van Zyl · Dlamini (stagiair) · Eyob (stagiair) · Gebreigzabhier (stagiair)